# August Stähelin
August Stähelin (Bazel, 16 september 1812 - aldaar, 28 september 1886) was een Zwitsers ondernemer, spoorwegbestuurder en politicus uit het kanton Basel-Stadt.

## Biografie

### Ondernemer
August Stähelin was een zoon van Christoph Stähelin en van Salomea Reber. Hij huwde tweemaal: een eerste maal in 1838 met Marie Vischer en een tweede maal in 1850 met Berta Brunner. Van 1831 tot 1833 studeerde hij aan de école polytechnique van Parijs. Vervolgens deed hij stages in Bazel en omgeving en in Engeland. In 1838 werd hij technisch directeur bij de firma F. Sarasin & Heusler, een onderneming die mechanische spinnerijen exploiteerde in het Wiesental en in Münchenstein. In 1862 werd hij er algemeen directeur.

### Politicus
Van 1844 tot 1884 was Stähelin lid van de Grote Raad van Bazel-Stad en van 1849 tot 1853 van de Regeringsraad van Basel-Stadt. Van 2 juli 1855 tot 1 juli 1860 en van 1 juli 1861 tot 1 juli 1866 zetelde hij ook in de Kantonsraad, waarvan hij van 7 tot 23 december 1857 voorzitter was. Hij was een van de kopstukken van de Juste milieu-beweging en situeerde zich tussen de conservatieven en de radicalen. In 1874 speelde hij een grote rol bij de herziening van de Zwitserse Grondwet.

### Spoorwegbestuurder
Stähelin was vanaf 1843 lid van de kantonnale spoorwegcommissie. Tevens was hij vanaf 1857 bestuurder en vanaf 1871 voorzitter van de Schweizerische Centralbahn. Vanaf 1882 was hij ook bestuurder van de Gotthardbahn. In deze bestuursfuncties droeg hij bij tot de ontwikkeling van het Zwitserse spoorwegennet.